# Orlando Jiménez
Orlando Jiménez – wenezuelski zapaśnik walczący w obu stylach. Zajął siódme na igrzyskach panamerykańskich w 1979. Srebrny medal na igrzyskach Ameryki Środkowej i Karaibów w 1982 roku.